# جيمس شامبرز
جيمس شامبرز (بالإنجليزية: James Chambers)‏ (14 فبراير 1987 في جمهورية أيرلندا - ) هو لاعب كرة قدم أيرلندي في مركز الوسط. شارك مع منتخب جمهورية أيرلندا تحت 21 سنة لكرة القدم ومنتخب جمهورية أيرلندا تحت 23 سنة لكرة القدم ‏. أما مع النوادي، فقد لعب مع باتريك أتلتيك ودرودا يونايتد ونادي شامروك روفرز ونادي شيلبورن وهاميلتون أكاديميكال وووترفورد يونايتد وبثلهام ستييل وSolihull Moors F.C. ‏.

## وصلات خارجية
- جيمس شامبرز على موقع قاعدة بيانات كرة القدم.إي يو (الإنجليزية)